# 川劇

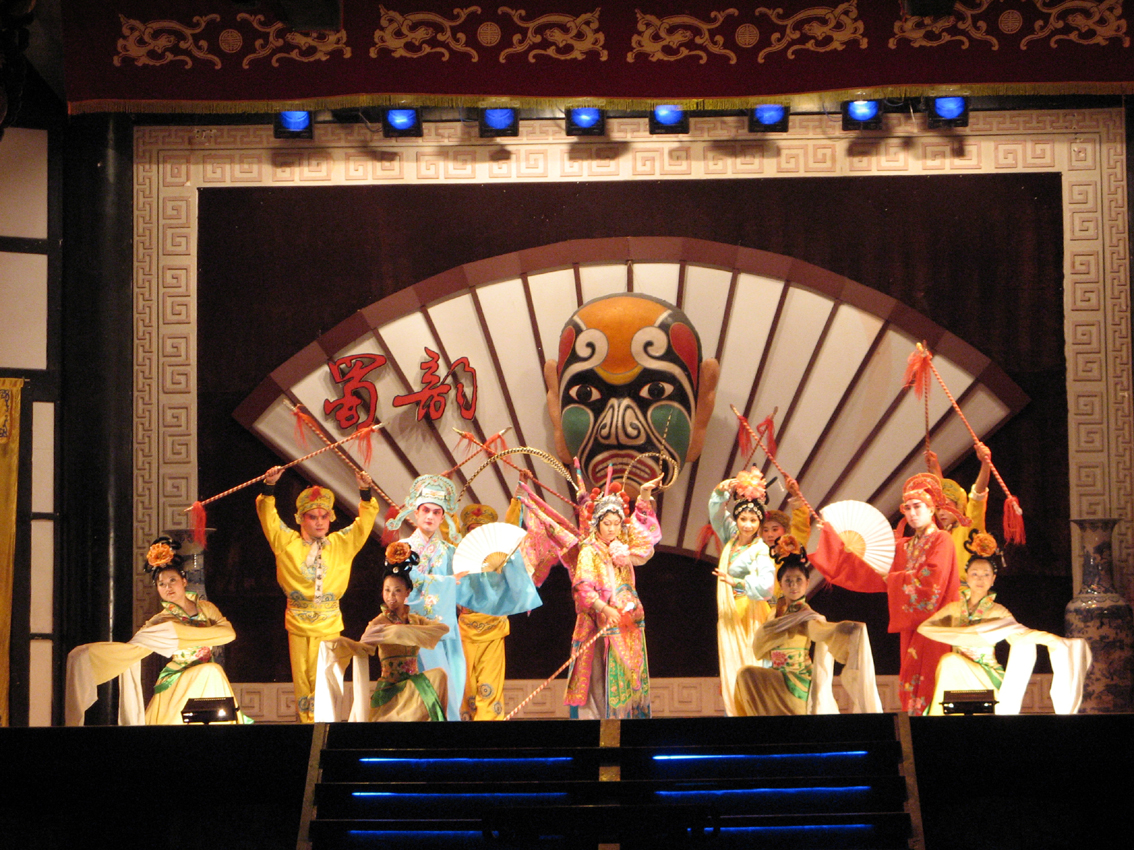

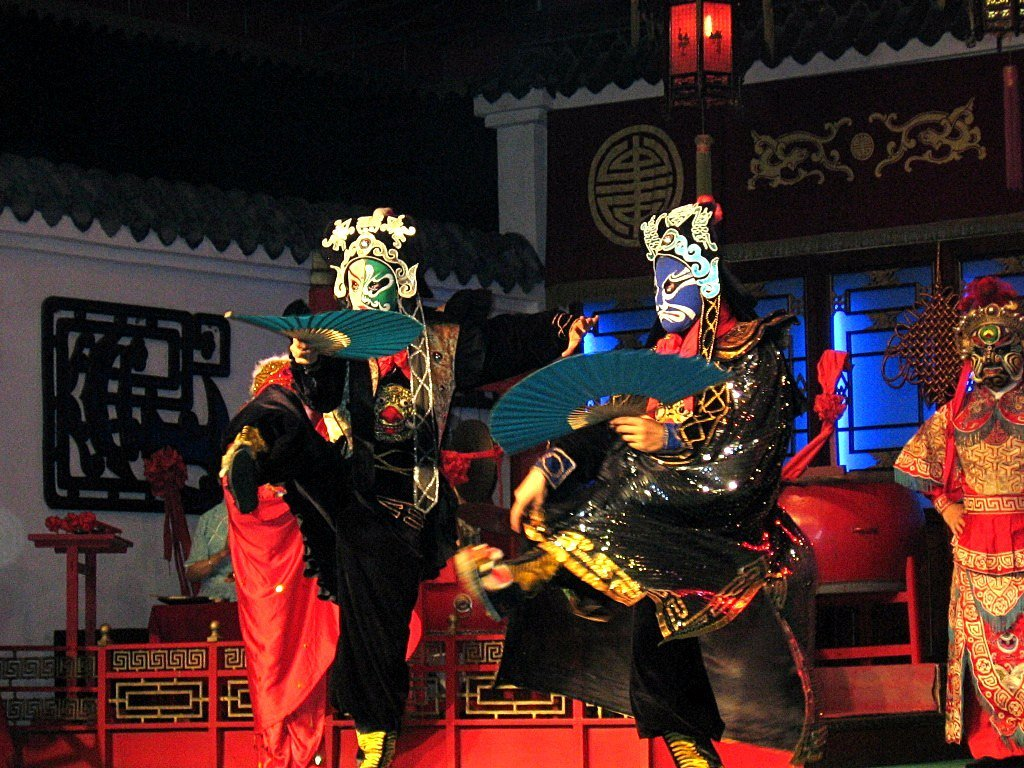

川劇 （せんげき）とは、中国四川省の伝統芸能。

## 概要
京劇と似た様式で行われる中国の伝統的演劇であるが、変臉（へんれん）と呼ばれる、瞬時に瞼譜（隈取）を変える技巧で有名。

## 変臉

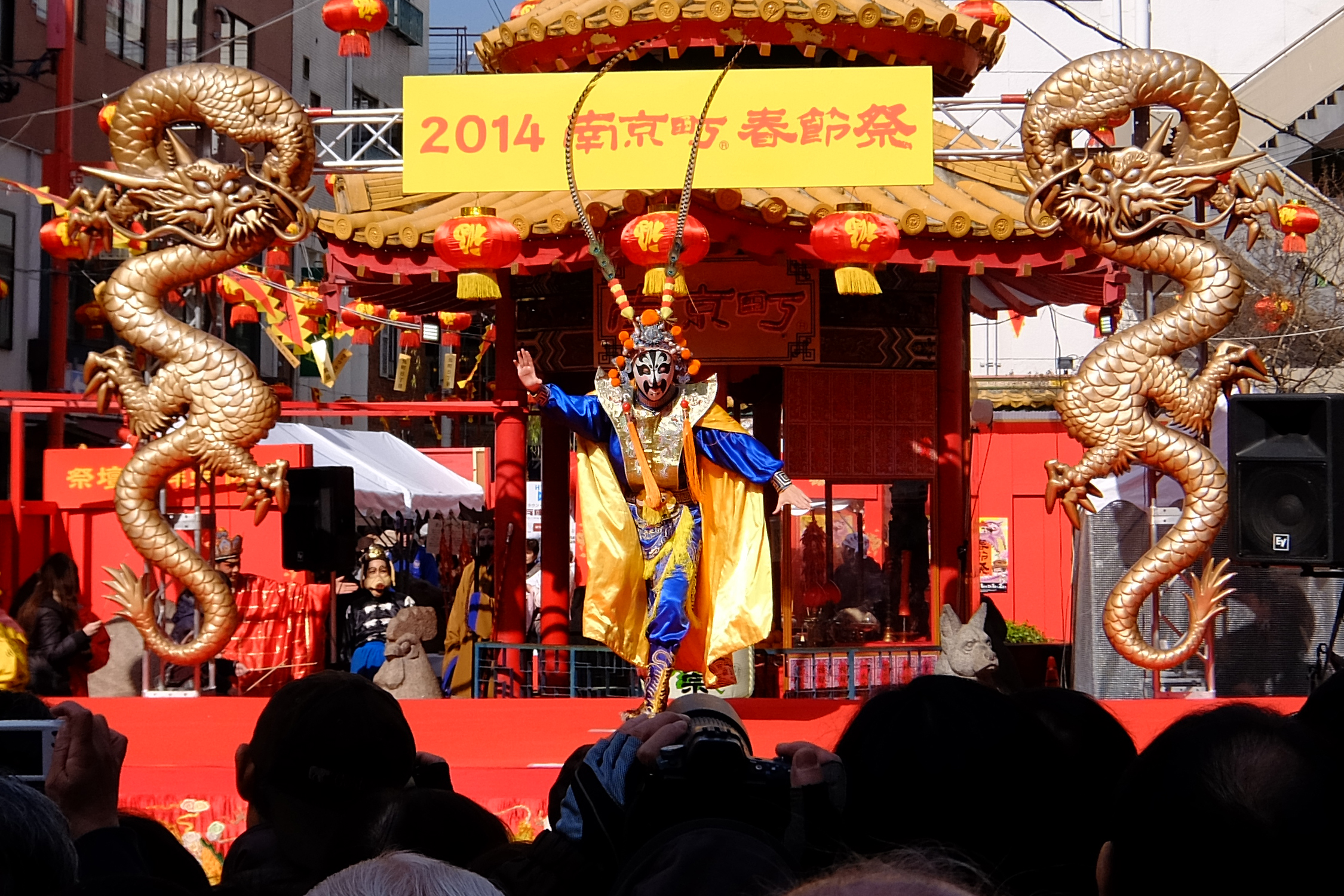
変臉。神戸南京町の春節にて。

川劇の特色は「変臉」である。役者が顔に手を当てる、または自身が着ている民族衣装の大きくて長い袖、あるいは小道具として使っている厚紙を貼った大型の扇子で顔を隠す瞬間に瞼譜が変わるというものである。これは布の仮面を使用しているとされるが、どのような仕組みかは「一子相伝」の「秘伝」とされる。
なお、日本では臉（れん）の字が一般的ではないことから「変面」（へんめん）と表記する場合がある。